# 佐藤勇二
佐藤 勇二（さとう ゆうじ、1903年9月15日 - 1977年12月4日）は、日本の実業家。三菱自動車工業初代社長。

## 人物
広島県福山市出身。山口高等商業学校を経て、旧制東京商科大学（のちの一橋大学）卒業。
三菱造船勤務、水島航空機製作所業務部長、水島機器製作所営業部長、三菱重工業副社長などを経て、1970年三菱自動車工業初代社長に就任。クライスラーとの提携を実現。合弁事業を行い、アメリカへの進出を進め、1971年には北米のクライスラーチャンネルでコルトギャランの発売を開始。
1977年12月4日世田谷区の橋本病院で肝硬変のため死去。享年74。